# Bahnstrecke Dessau–Gohrau-Rehsen
| |                           |                                                   |                                                   |
| Streckennummer (DB): | 6856 (Dessau Hbf–Wörlitz) |                                                   |                                                   |
| Kursbuchstrecke (DB): | 257                       |                                                   |                                                   |
| Kursbuchstrecke: | 156c (1934)               |                                                   |                                                   |
| Streckenlänge: | 24,0 km                   |                                                   |                                                   |
| Spurweite: | 1435 mm (Normalspur)      |                                                   |                                                   |
| |                           |                                                   |                                                   |
| \| \| \| von Leipzig Hbf \| \| \| \| \| von Köthen \| \| \| \| −0,4 \| Dessau Hbf \| Dessau Hbf \| \| \| \| Bundesstraße 184 (Bahnhofsbrücke) \| \| \| \| 0,0 \| Dessau Wörlitzer Bahnhof \| Dessau Wörlitzer Bahnhof \| \| \| \| nach Trebnitz (–Biederitz) \| \| \| \| \| \| \| \| \| 1,1 \| Bundesstraße 184 \| Bundesstraße 184 \| \| \| 1,7 \| Anst FTD Fahrzeugtechnik Bahnen Dessau \| Anst FTD Fahrzeugtechnik Bahnen Dessau \| \| \| 2,5 \| Anst Schlachthof und Heizkraftwerk \| Anst Schlachthof und Heizkraftwerk \| \| \| \| Mulde \| \| \| \| 3,4 \| Anst Jonitzer Mühle \| Anst Jonitzer Mühle \| \| \| 4,0 \| Dessau-Waldersee \| Dessau-Waldersee \| \| \| 4,2 \| Anst Mechanische Werke/STROMAG \| Anst Mechanische Werke/STROMAG \| \| \| 5,0 \| Mildensee West (1938–1968 Dessau Ost) \| Mildensee West (1938–1968 Dessau Ost) \| \| \| 5,7 \| Scholitzer Brücke (1905–1911) \| Scholitzer Brücke (1905–1911) \| \| \| \| Scholitzer Brücke-Scholitzer See \| \| \| \| 6,5 \| Dessau-Mildensee (1894–1935 Dellnau) \| Dessau-Mildensee (1894–1935 Dellnau) \| \| \| \| Anst Autobahnbaustelle (1935) \| \| \| \| 7,3 \| Bundesautobahn 9 \| Bundesautobahn 9 \| \| \| 7,8 \| Dessau Adria (1935–1968 Dessau-Waldbad) \| Dessau Adria (1935–1968 Dessau-Waldbad) \| \| \| \| Anst Heeresmunitionsanstalt / Chemiewerk Kapen \| \| \| \| 9,4 \| Kapen Biosphärenreservat \| Kapen Biosphärenreservat \| \| \| 13,0 \| Anst Kraftwerk Vockerode (heute Draisinenstrecke) \| Anst Kraftwerk Vockerode (heute Draisinenstrecke) \| \| \| 13,0 \| Bundesstraße 107 \| Bundesstraße 107 \| \| \| 13,0 \| nach Ferropolis und ehem. Burgkemnitz \| nach Ferropolis und ehem. Burgkemnitz \| \| \| 13,9 \| Oranienbaum (Anh) \| Oranienbaum (Anh) \| \| \| 14,0 \| Bundesstraße 107 \| Bundesstraße 107 \| \| \| \| Kapengraben \| \| \| \| 16,0 \| Horstdorf \| Horstdorf \| \| \| 18,7 \| Wörlitz \| Wörlitz \| \| \| 21,9 \| Riesigk \| Riesigk \| \| \| 24,0 \| Gohrau-Rehsen \| Gohrau-Rehsen \| |                           |                                                   |                                                   |
| Strecke |                           | von Leipzig Hbf                                   | von Leipzig Hbf                                   |
| Abzweig geradeaus und von links |                           | von Köthen                                        | von Köthen                                        |
| Bahnhof | −0,4                      | Dessau Hbf                                        | Dessau Hbf                                        |
| Strecke mit Straßenbrücke |                           | Bundesstraße 184 (Bahnhofsbrücke)                 | Bundesstraße 184 (Bahnhofsbrücke)                 |
| Kopfbahnhof Streckenanfang (Strecke außer Betrieb) · Strecke | 0,0                       | Dessau Wörlitzer Bahnhof                          | Dessau Wörlitzer Bahnhof                          |
| Strecke (außer Betrieb) · Abzweig geradeaus und nach links |                           | nach Trebnitz (–Biederitz)                        | nach Trebnitz (–Biederitz)                        |
| Abzweig ehemals geradeaus und von links · Strecke nach rechts |                           |                                                   |                                                   |
| Bahnübergang | 1,1                       | Bundesstraße 184                                  | Bundesstraße 184                                  |
| Abzweig geradeaus und von links | 1,7                       | Anst FTD Fahrzeugtechnik Bahnen Dessau            | Anst FTD Fahrzeugtechnik Bahnen Dessau            |
| Abzweig geradeaus und ehemals nach rechts | 2,5                       | Anst Schlachthof und Heizkraftwerk                | Anst Schlachthof und Heizkraftwerk                |
| Brücke über Wasserlauf |                           | Mulde                                             | Mulde                                             |
| Abzweig geradeaus und ehemals nach rechts | 3,4                       | Anst Jonitzer Mühle                               | Anst Jonitzer Mühle                               |
| Haltepunkt / Haltestelle | 4,0                       | Dessau-Waldersee                                  | Dessau-Waldersee                                  |
| Abzweig geradeaus und ehemals von links | 4,2                       | Anst Mechanische Werke/STROMAG                    | Anst Mechanische Werke/STROMAG                    |
| ehemaliger Haltepunkt / Haltestelle | 5,0                       | Mildensee West (1938–1968 Dessau Ost)             | Mildensee West (1938–1968 Dessau Ost)             |
| ehemaliger Haltepunkt / Haltestelle | 5,7                       | Scholitzer Brücke (1905–1911)                     | Scholitzer Brücke (1905–1911)                     |
| Brücke über Wasserlauf |                           | Scholitzer Brücke-Scholitzer See                  | Scholitzer Brücke-Scholitzer See                  |
| ehemaliger Bahnhof | 6,5                       | Dessau-Mildensee (1894–1935 Dellnau)              | Dessau-Mildensee (1894–1935 Dellnau)              |
| Abzweig geradeaus und ehemals nach links |                           | Anst Autobahnbaustelle (1935)                     | Anst Autobahnbaustelle (1935)                     |
| Strecke mit Straßenbrücke | 7,3                       | Bundesautobahn 9                                  | Bundesautobahn 9                                  |
| Haltepunkt / Haltestelle | 7,8                       | Dessau Adria (1935–1968 Dessau-Waldbad)           | Dessau Adria (1935–1968 Dessau-Waldbad)           |
| Abzweig geradeaus und ehemals nach rechts |                           | Anst Heeresmunitionsanstalt / Chemiewerk Kapen    | Anst Heeresmunitionsanstalt / Chemiewerk Kapen    |
| Haltepunkt / Haltestelle | 9,4                       | Kapen Biosphärenreservat                          | Kapen Biosphärenreservat                          |
| Abzweig geradeaus und ehemals von links | 13,0                      | Anst Kraftwerk Vockerode (heute Draisinenstrecke) | Anst Kraftwerk Vockerode (heute Draisinenstrecke) |
| Bahnübergang | 13,0                      | Bundesstraße 107                                  | Bundesstraße 107                                  |
| Abzweig geradeaus, nach rechts und von rechts | 13,0                      | nach Ferropolis und ehem. Burgkemnitz             | nach Ferropolis und ehem. Burgkemnitz             |
| Bahnhof | 13,9                      | Oranienbaum (Anh)                                 | Oranienbaum (Anh)                                 |
| Bahnübergang | 14,0                      | Bundesstraße 107                                  | Bundesstraße 107                                  |
| Brücke über Wasserlauf |                           | Kapengraben                                       | Kapengraben                                       |
| ehemaliger Haltepunkt / Haltestelle | 16,0                      | Horstdorf                                         | Horstdorf                                         |
| Kopfbahnhof Strecke ab hier außer Betrieb | 18,7                      | Wörlitz                                           | Wörlitz                                           |
| Bahnhof (Strecke außer Betrieb) | 21,9                      | Riesigk                                           | Riesigk                                           |
| Kopfbahnhof Streckenende (Strecke außer Betrieb) | 24,0                      | Gohrau-Rehsen                                     | Gohrau-Rehsen                                     |

Die Bahnstrecke Dessau–Gohrau-Rehsen ist eine Nebenbahn in Sachsen-Anhalt, die ursprünglich durch die Dessau-Wörlitzer Eisenbahn-Gesellschaft erbaut und betrieben wurde. Sie führt von Dessau über Oranienbaum nach Wörlitz, die weitere Strecke nach Gohrau-Rehsen ist seit 1968 stillgelegt. Die Dessauer Verkehrs- und Eisenbahngesellschaft (DVE) ist heute sowohl Besitzer der Infrastruktur als auch Betreiber des Reiseverkehrs auf der Strecke.
Die erhaltenen Anlagen der Bahnstrecke stehen insgesamt als Kulturdenkmal unter staatlichem Schutz, darüber hinaus sind mehrere Empfangsgebäude der Strecke als Einzeldenkmal geschützt.

## Geschichte

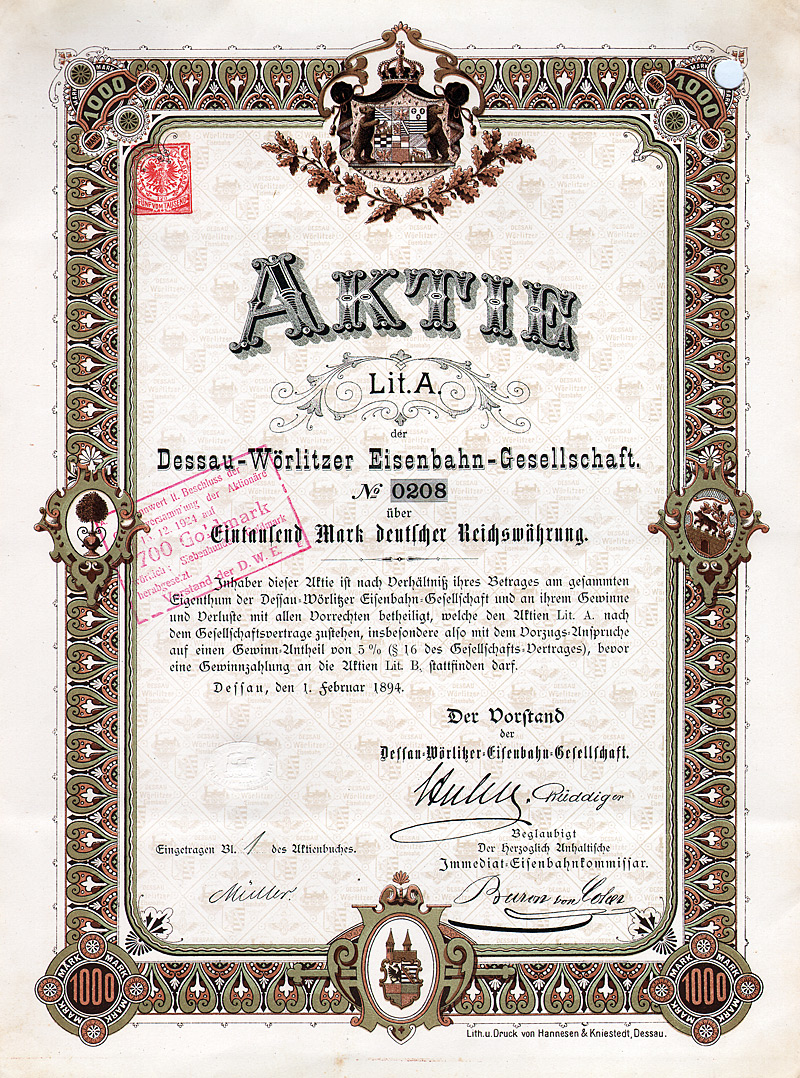
Aktie über 1000 Mark der Dessau-Wörlitzer Eisenbahn-Gesellschaft vom 1. Februar 1894

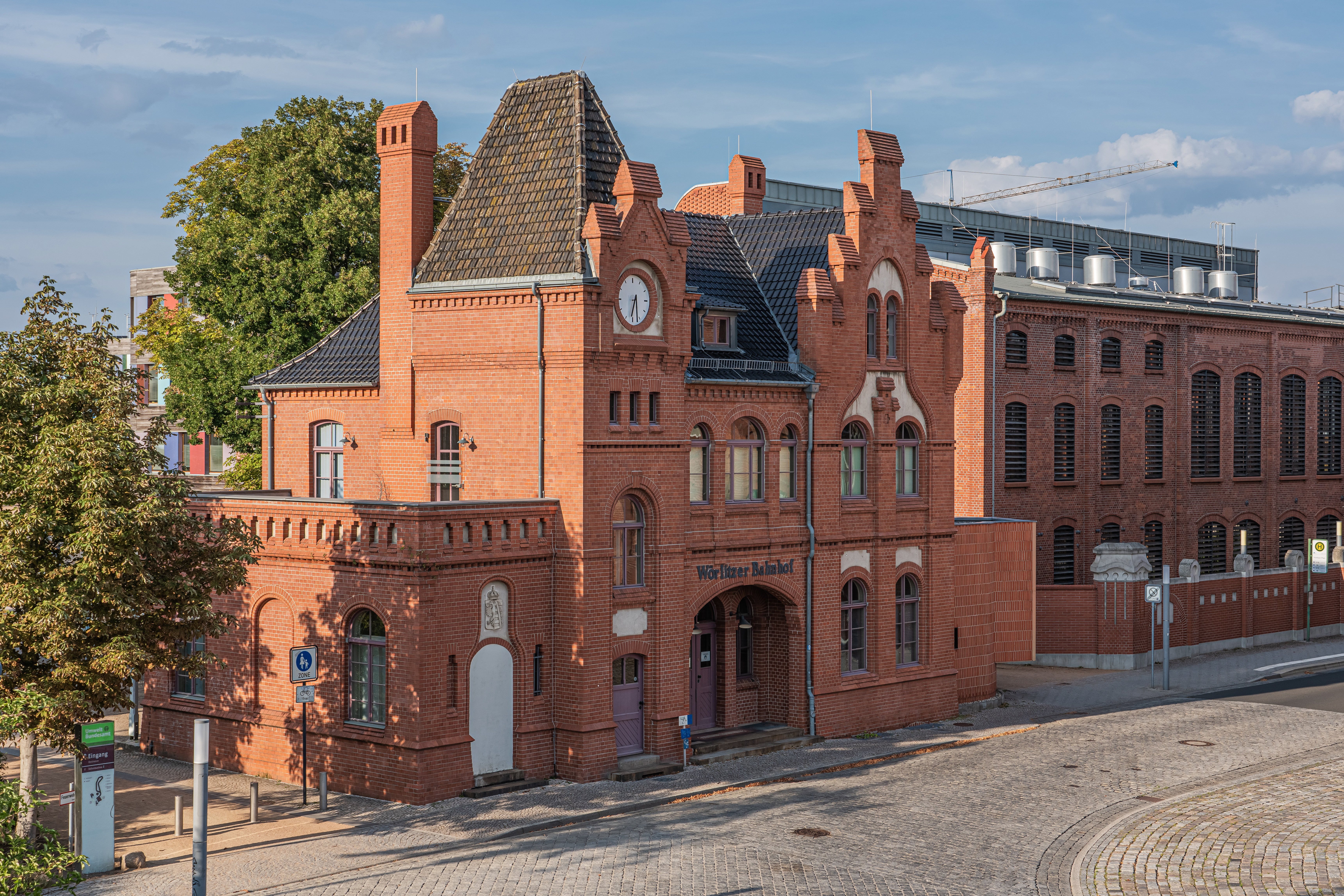
Wörlitzer Bahnhof in Dessau

Die 18,7 km lange Strecke Dessau – Wörlitz wurde aufgrund der anhaltischen Konzession vom 18. August 1893 am 22. September 1894 von der AG Dessau–Wörlitzer Eisenbahn-Gesellschaft (DWE) eröffnet. Die DWE erbaute ferner von Oranienbaum ausgehend eine 11 km lange Kohlenbahn 1897 bis Großmöhlau und 1909 bis Golpa. Diese ging aber bereits 1918 in das Eigentum der Elektrowerke AG Zschornewitz über. 1908 wurde in Oranienbaum die Zschornewitzer Kleinbahn nach Golpa angeschlossen. Am 7. Oktober 1934 wurde die Verlängerung um 5 km bis Gohrau-Rehsen in Betrieb genommen.

### Eigentümer
Die Betriebsführung lag zunächst in Händen der Lokalbahn-Bau- und Betriebsgesellschaft Vering & Waechter bzw. ab 1. April 1899 der von dieser gegründeten Deutschen Eisenbahn-Betriebsgesellschaft. Ab 1. April 1905 war vorübergehend die Centralverwaltung für Secundairbahnen Herrmann Bachstein zuständig. Nachdem die DWE den Betrieb ab 1. November 1908 in Eigenregie geführt hatte, übernahm die Anhaltische Landes-Eisenbahngemeinschaft (ALE) am 20. November 1920 den Betrieb sowohl der Dessau-Wörlitzer Eisenbahn als auch der Zschornewitzer Kleinbahn.
Obwohl die Aktien bei Kriegsende zu 53 % dem Land Anhalt und zu fast 19 % dem Landkreis Dessau-Köthen gehörten, gelangte die Bahn über die Sächsischen Provinzialbahnen GmbH am 1. April 1949 zur Deutschen Reichsbahn (DR). Mit der Vereinigung von DR und Deutsche Bundesbahn (DB) ging die Strecke Anfang 1994 auf die Deutsche Bahn über. Diese verpachtete die Strecke im Jahr 1999 an das Eisenbahninfrastrukturunternehmen Dessauer Verkehrs- und Eisenbahngesellschaft mbH (DVE), einer Tochtergesellschaft der DVV Stadtwerke Dessau.

### Nachkriegsgeschichte
Die Deutsche Reichsbahn stellte den Personenverkehr am 15. Februar 1965 zwischen Wörlitz und Gohrau-Rehsen ein. Zwischen Riesigk und Wörlitz wurden ausgemusterte Güterwaggons abgestellt. Am 25. Mai 1968 wurde auch auf der übrigen Strecke der Personenverkehr eingestellt. Die Aufgabe von Reisegepäck war aber noch längere Zeit von Wörlitz und Oranienbaum möglich. Der Abschnitt Wörlitz–Gohrau-Rehsen wurde in den 1970er Jahren weitgehend demontiert. Die Gebäude der BHG in Riesigk wurden abgerissen. Das Wartehäuschen wurde als Bushaltestelle in den Ort verbracht. Die Bahnhofsgebäude in Gohrau und Horstdorf wurden zu Wohnhäusern umgebaut. Für den Güterverkehr entstand 1985 am Haltepunkt Kapen ein Container-Terminal für ein Chemiewerk. Auf Drängen von Eisenbahnfreunden und Kommunen nahm die Deutsche Reichsbahn am 23. Mai 1982 den Personenverkehr Dessau–Wörlitz wieder auf, allerdings verkehrten die Ausflugszüge lediglich jeweils von Frühjahr bis Herbst.

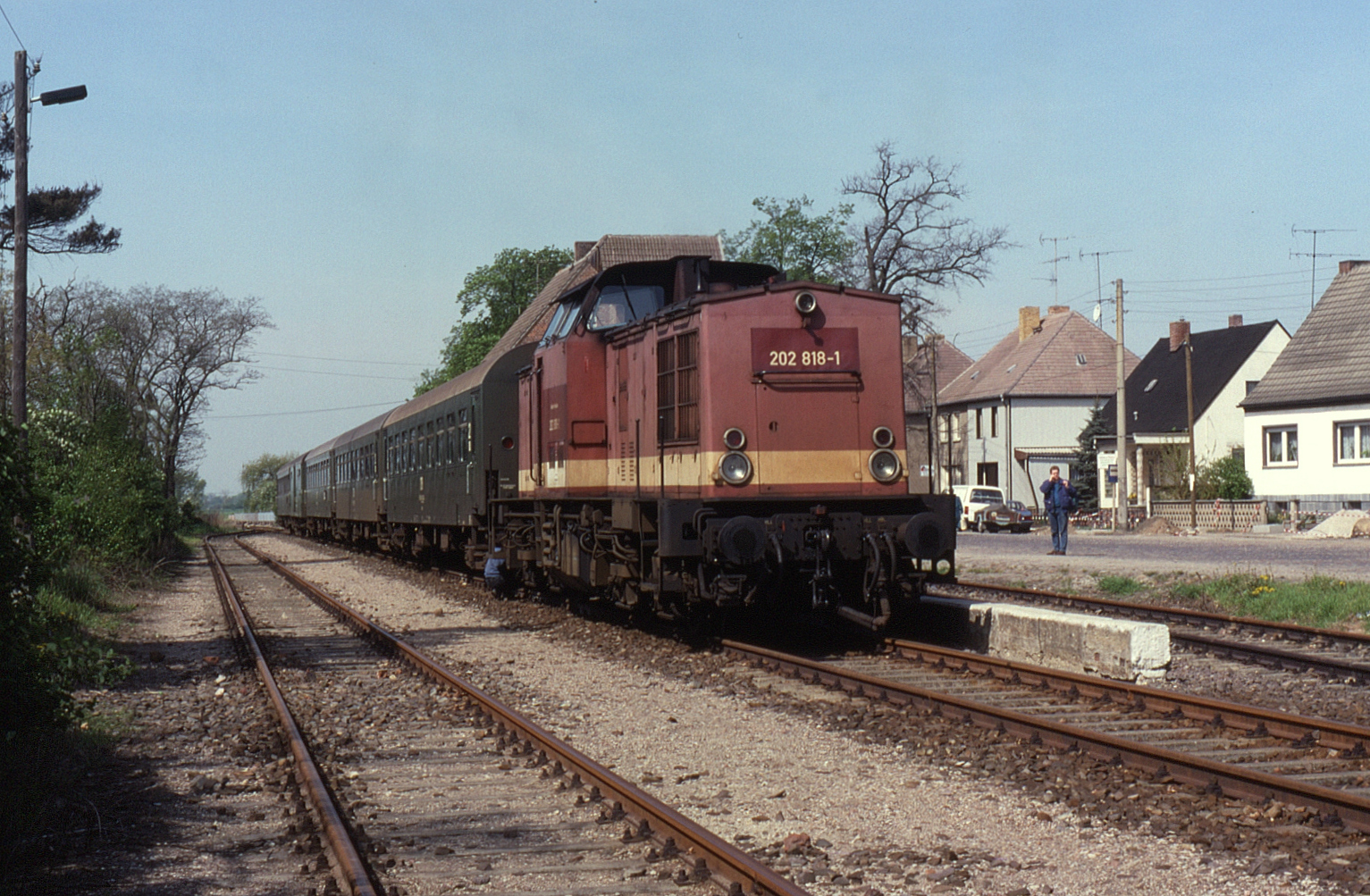
Reisezug der DB im Bahnhof Wörlitz (1994)

Zum 31. Dezember 1995 wurde der verbliebene Güterverkehr (zuletzt nur noch Dessau–Oranienbaum) eingestellt. Die DB AG beabsichtigte, die Strecke insbesondere wegen des schlechten Zustandes der Brücken über die Mulde stillzulegen. Um dies zu verhindern, hatte sich bereits im Dezember 1993 der Verein zur Förderung der Dessau-Wörlitzer Museumsbahn e. V. gebildet (ab 2001: Dessau-Wörlitzer Eisenbahn e. V.), der ein Sanierungskonzept entwarf. In den Jahren 1998 bis 2001 gelang es nach der Übernahme der Strecke durch die DVE, mit öffentlicher Förderung die Strecke grundlegend zu sanieren, wobei sich der finanzielle Aufwand durch den ungeplanten Neubau der Muldebrücken annähernd verdoppelte. Im Jahr 1997 gründete der Verein die Anhaltische Bahn-Gesellschaft mbH (ABG) als Eisenbahnverkehrsunternehmen, das am 29. Juni 1997 den Saisonverkehr im Auftrag der DVE aufnahm. Der Betrieb durch die ABG erfolgte bis 2010 saisonal an drei Wochentagen.
Der Wörlitzer Bahnhof in Dessau lag rund 300 m östlich des Hauptbahnhofs. Das Empfangsgebäude nutzt seit 2002 das Umweltbundesamt, während das übrige Bahnhofsgelände in den folgenden Jahren vom Umweltbundesamt überbaut wurde. Das ehemalige Empfangsgebäude sowie ein Teil des benachbarten Gasgerätewerks wurden darin integriert. Die Züge nach Wörlitz fahren jetzt am neuen Bahnsteig 1a (seit 2011 Bahnsteig 1) des Dessauer Hauptbahnhofs ab. Eine Verlegung des Haltepunkts Dessau-Waldersee aus dem Industriegebiet nach Westen in unmittelbare Nähe der Jonitzer Mühle scheiterte bisher an der Finanzierung.

## Strecken

### Stammstrecke
(maximale Ausdehnung 1934 – heutiger Zustand)
- 0,0 Dessau DWE – stillgelegt
- 3,2 Weiche Schlachthof (nur Güterverkehr) – stillgelegt
- 4,0 Jonitz (Waldersee)
- 5,0 Mildensee West – stillgelegt, Bahnhof zum Wohnhaus umgebaut
- 6,5 bis 1935 Dellnau, danach Mildensee – stillgelegt, Bahnhof abgebaut
- 7,8 Mildensee Waldbad Adria
- 9,4 Kapen
- 13,9 Oranienbaum, Übergang nach Golpa
- 16,0 Horstdorf – stillgelegt, Bahnhof zum Wohnhaus umgebaut
- 18,7 Wörlitz – Bahnhof
- 21,9 Riesigk – stillgelegt, Bahnhof abgebaut, Gleisreste vom ehemaligen Bahnübergang
- 24,0 Gohrau-Rehsen – stillgelegt, abgebaut, Bahnhof zum Wohnhaus umgebaut

|  |  |

### Zweigstrecke nach Golpa
- Oranienbaum
- Golpa

## Betrieb

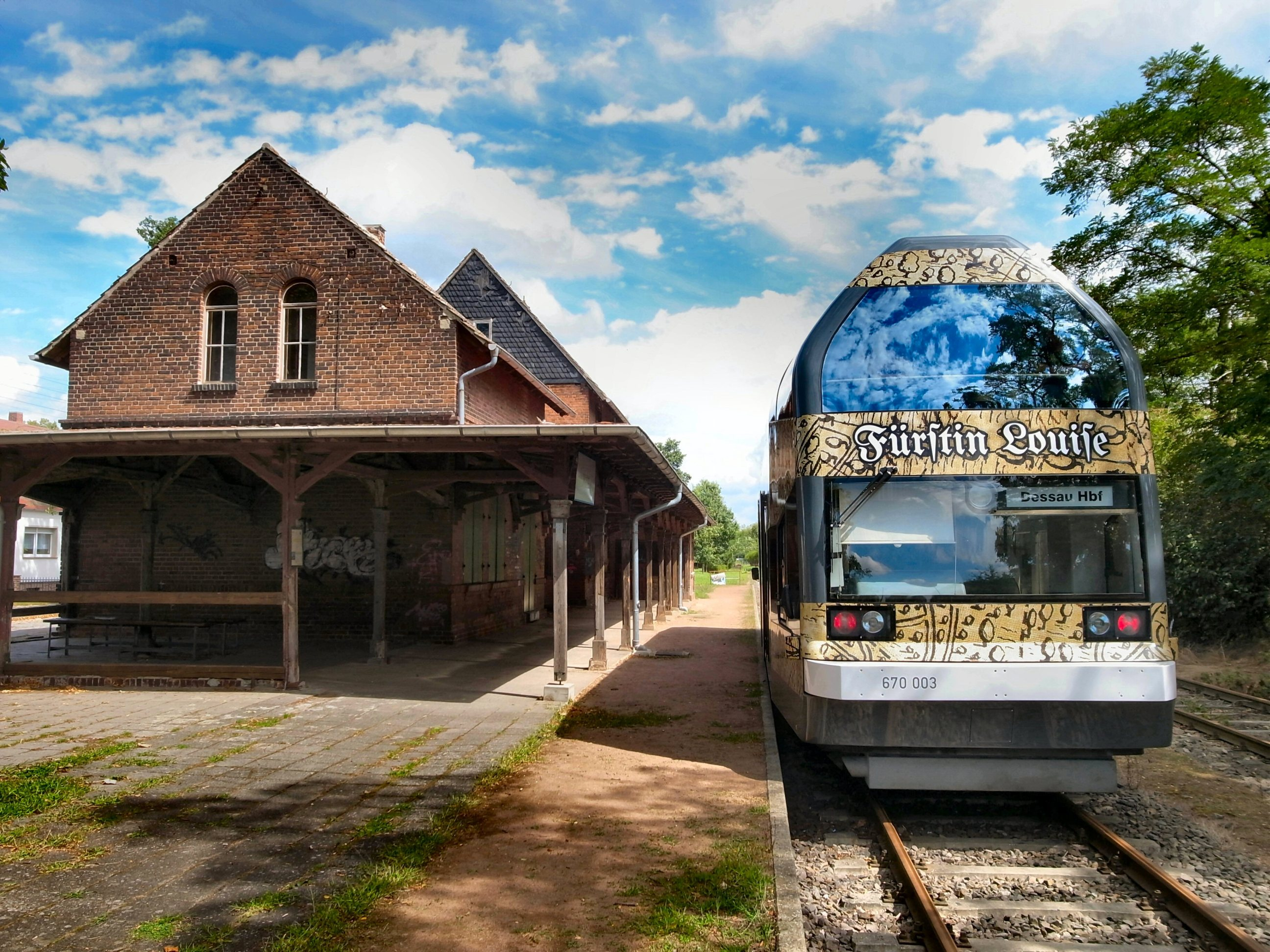
Doppelstockschienenbus „Fürstin Louise“ im Bahnhof Wörlitz (2012)

Nach Sanierung der Strecke im Jahr 2001 befuhr die Anhaltische Bahn-Gesellschaft (ABG) im Auftrag der Dessauer Verkehrs- und Eisenbahngesellschaft immer mittwochs, samstags sowie sonn- und feiertags die Strecke im Zweistundentakt. Im Regelverkehr wurden die Doppelstock-Schienenbusse 670 002, 005 und 006 der Baureihe 670 eingesetzt. Nach Unfällen mit den Schienenbussen an Bahnübergängen musste der Verkehr im Spätsommer 2010 eingestellt werden, in der Folge meldete die ABG Insolvenz an.
Zum Jahreswechsel 2010/11 kündigte die Dessauer Verkehrs- und Eisenbahngesellschaft an, mit zwei Doppelstocktriebwagen zur Saison 2011 den Betrieb wiederaufzunehmen. Erst am 19. Juni 2011 startete man mit dem Triebwagen 670 004 (NVR-Nummer, ex 670 005). Um die Fahrtage nachzuholen, wurde jeweils von mittwochs bis sonntags gefahren, in den Sommerferien sogar täglich. In der Saison 2012 und 2013 fuhr man von Ostern bis zum 3. Oktober immer mittwochs, samstags und sonn-/feiertags, in den Pfingst- und Sommerferien täglich sowie am ersten Adventswochenende zum Wörlitzer Adventsmarkt.

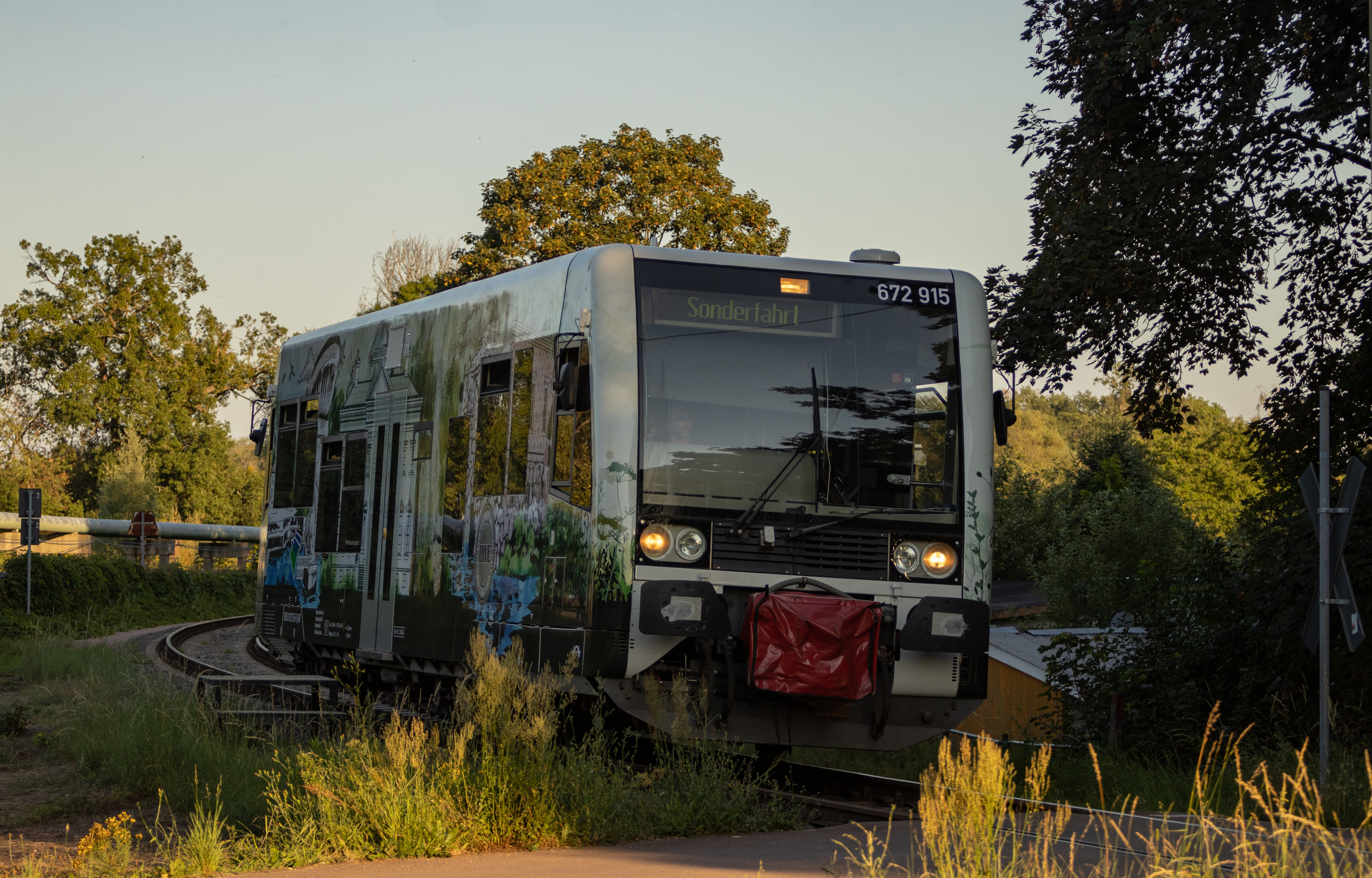
LVT/S mit Ziel „Sonderfahrt“ vor Einfahrt in die Fahrzeugtechnik Dessau

Ohne große Feierlichkeiten wurde die DWE im Jahr 2014 runde 120 Jahre alt. Seitdem verkehrt sie in der laufenden Fahrsaison von April bis Oktober täglich im Zweistundentakt, es verkehrten zunächst fünf Zugpaare zwischen Dessau Hbf und Wörlitz. In den Jahren 2016 und 2017 nutzten jeweils rund 20.000 Fahrgäste die Züge. Im Jahr 2018 wurden die Anzahl der Zugpaare auf sechs erhöht und die Fahrten um eine Stunde verlegt. Dennoch ging die Zahl der Reisenden in dieser Saison auf 15.000 zurück, was mit der Hitzeperiode im Sommer begründet wird. Für 2019 sollte zusätzlich zum Triebwagen Louise auch der Triebwagen Franz instand gesetzt werden, um einen stabilen Eisenbahnbetrieb zu ermöglichen. Letzteres wurde aufgrund der absehbar hohen Kosten nicht umgesetzt. Ende 2019 erwarb die DVE drei LVT/S-Triebwagen (672 902, 913 und 915). Diese wurden in der Nacht zum 14. Januar 2020 nach Dessau überführt. Die Triebwagen 672 913 und 915, die noch über gültige Fristen verfügten, wurden dort bis Ende März 2020 in Betrieb genommen. Die Fahrgasttoilette wurde jeweils ausgebaut, um Platz für eine Fahrradabstellfläche zu schaffen. Perspektivisch möchte die DVE die LVT/S-Triebwagen durch noch zu beschaffende Gebrauchtfahrzeuge ersetzen, die im Rahmen des vom Bundesministerium für Forschung und Technologie geförderten TRAINS-Projekts auf einen CO2-neutralen Antrieb mittels Gasmotor umgerüstet und auf der Dessau-Wörlitzer Eisenbahn getestet werden sollen.
Im August 2020 gab das Land Sachsen-Anhalt bekannt, in den nächsten 15 Jahren jeweils 300.000 Euro für den Betrieb der Dessau-Wörlitzer Eisenbahn zur Verfügung zu stellen. Ein entsprechender Vertrag mit der Stadt Dessau-Roßlau wurde unterzeichnet. Mit dem Landeszuschuss sollen weitere Investitionen in die Infrastruktur gesichert und mehr Fahrten angeboten werden.
Während heute die Triebwagen 35 Minuten für die Strecke brauchen, benötigten die mit Dampflokomotiven bespannten Züge im Jahr 1944 noch 50 Minuten. Die Streckenhöchstgeschwindigkeit beträgt 60 km/h, wobei die durchschnittliche Geschwindigkeit aufgrund zahlreicher technisch nicht gesicherter Bahnübergänge und den daraus folgenden Geschwindigkeitseinbrüche auf 20 bis 5 km/h oftmals darunter liegt.

## Sonderfahrten

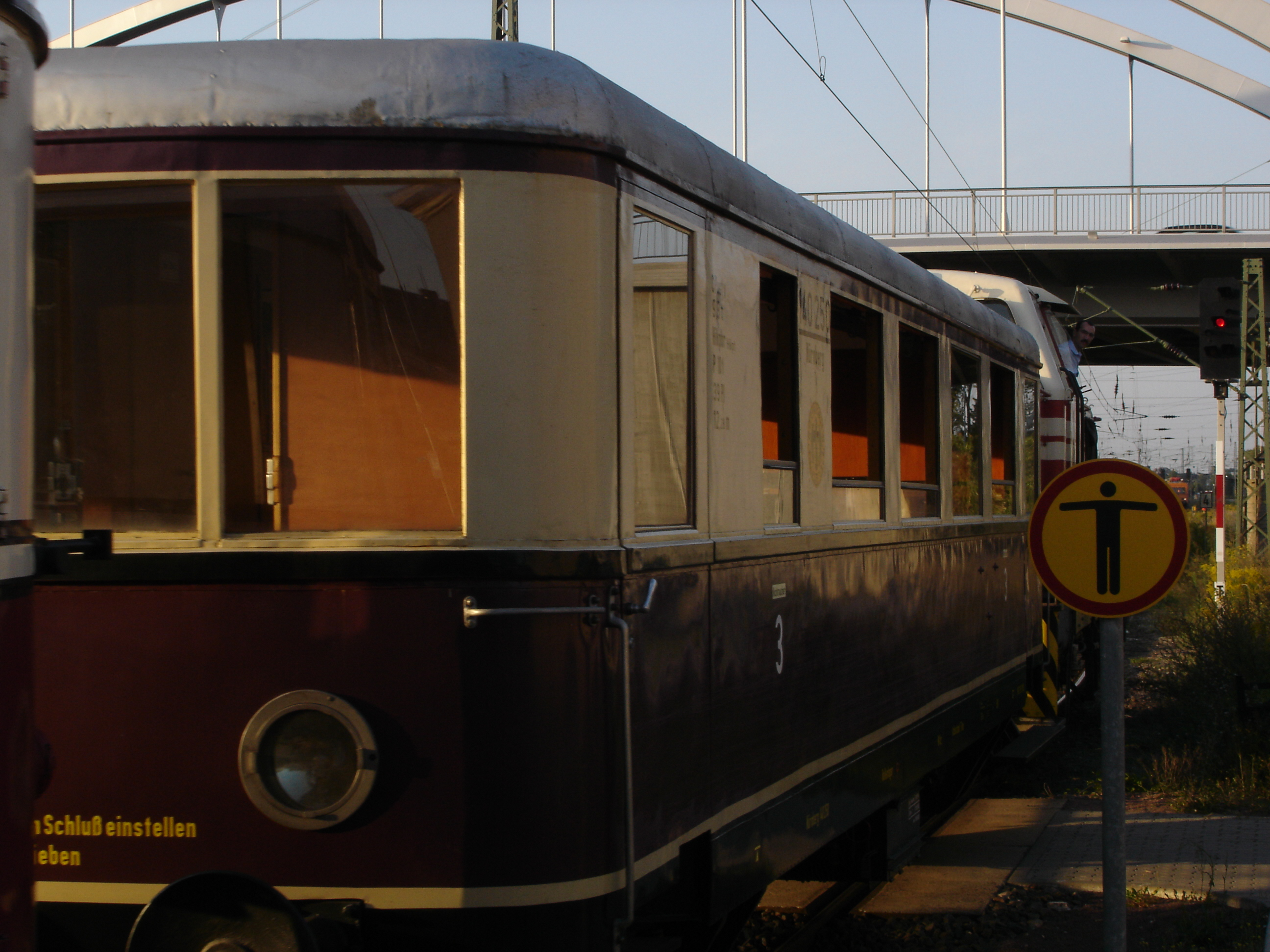
Sonderzug des DWE Vulkanexpress

Anlässlich von Ausbrüchen des künstlichen Vulkans im Wörlitzer Park wurden 2005 und 2006 Sonderfahrten nach Wörlitz veranstaltet. Im Fahrplan 2009 wurde die neue Verbindung Wörlitz–Ferropolis mit zwei Zugpaaren über die im Jahr 2008 wieder in Betrieb genommene Verbindungskurve von Oranienbaum zur Zschornewitzer Kleinbahn eingerichtet. Im Jahr 2010 wurden nur noch wenige Sonderfahrten auf der Ferropolisbahn durchgeführt. Am 6. September 2014 fuhr anlässlich der Veranstaltung 'Pyro Games', nach vier Jahren Stillstand, erstmals wieder ein Sonderzug auf der Strecke Oranienbaum-Ferropolis. Während des 500-jährigen Reformationsjubiläums 2017 wurde das Angebot teilweise auf einen Stundentakt verdichtet, wobei in Oranienbaum umgestiegen werden musste.

## Architektur
Der Entwurf für das neugotische Backsteingebäude des „Wörlitzer Bahnhofs“ in Dessau stammt von dem Architekten Lembke. Nach dem Muster dieses Gebäudes entstanden später auch die Empfangsgebäude der ebenfalls von Vering & Waechter erbauten Teutoburger Wald-Eisenbahn (TWE) in Gütersloh sowie der Gera-Meuselwitz-Wuitzer Eisenbahn (GMWE) in Gera-Pforten. Vergleiche der markanten Straßenfronten (Form und Gestaltung von Schmuckelementen im Sichtmauerwerk, Uhrenturm und Treppengiebel) bis hin zur nahezu identischen Fassadengliederung und -gestaltung der Bahnsteigseiten veranschaulichen das. Das Empfangsgebäude des Wörlitzer Bahnhofs in Dessau steht heute unter Denkmalschutz. Im Jahr 2000 wurde es als erstes Gebäude in Dessau an das Umweltbundesamt übergeben.

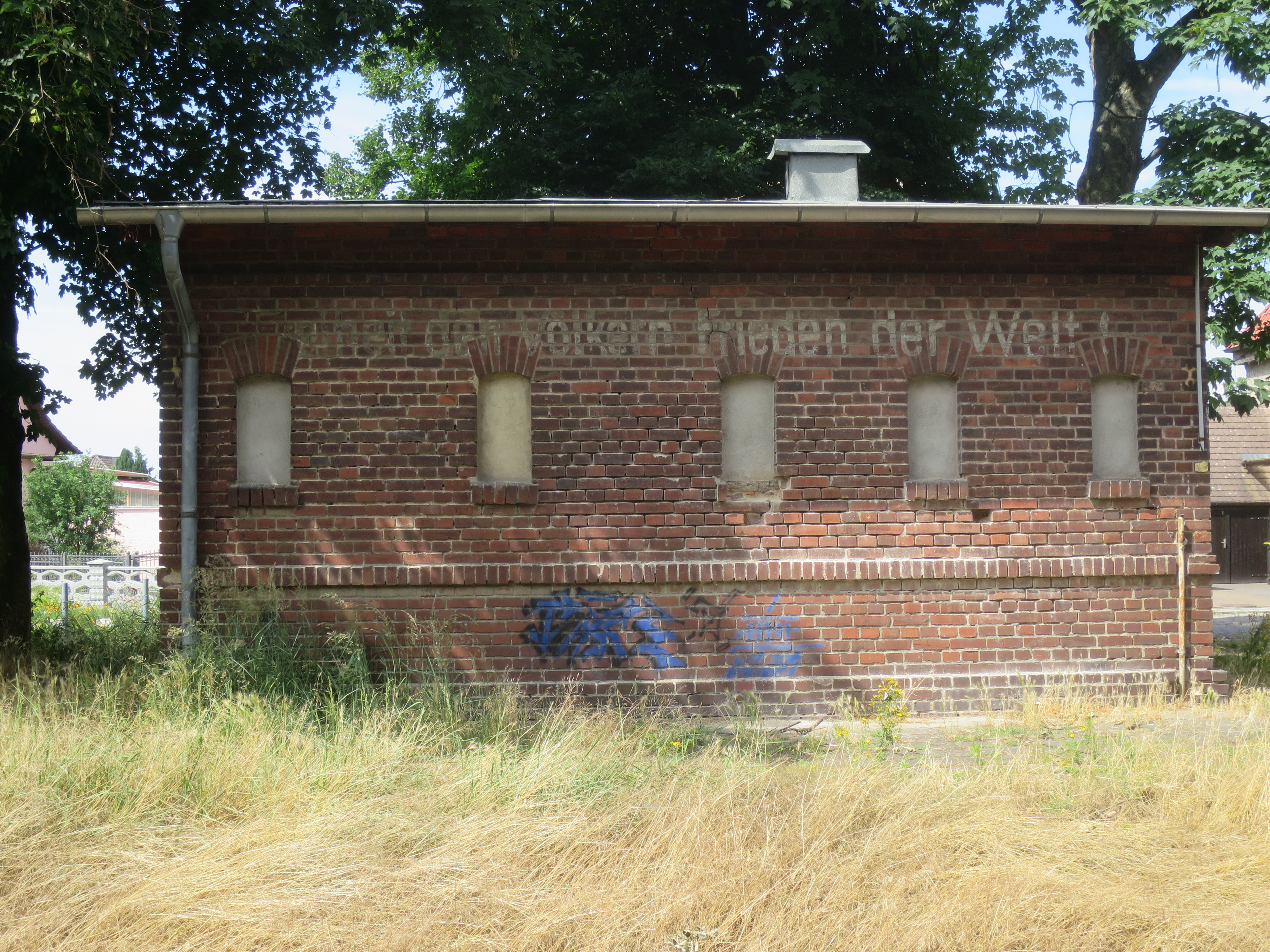
Toilettenhäuschen des Bahnhofs Wörlitz

Ebenso sind die Bahnhofsgebäude in Wörlitz und Oranienbaum als Einzeldenkmal und die Eisenbahnanlage der Dessau-Wörlitzer Eisenbahn in den Gemarkungen Dessau, Oranienbaum und Wörlitz insgesamt als Kulturdenkmäler geschützt. In Wörlitz verkündet eine verblassende Inschrift aus Zeiten der DDR auf der Gleisseite des Bahnhofs-Toilettenhäuschens: „Freiheit den Völkern [,] Frieden der Welt!“

## Überlieferung
Die Überlieferung zur Dessau-Wörlitzer Eisenbahn befindet sich in der Abteilung Dessau des Landesarchivs Sachsen-Anhalt.